# Saccharodite millironi
Saccharodite millironi är en insektsart som beskrevs av Bernhard Zelazny 1981. Saccharodite millironi ingår i släktet Saccharodite och familjen Derbidae. Inga underarter finns listade i Catalogue of Life.